# De jonge prinsen
De jonge prinsen (1986) is een kinderboek van de Nederlandse schrijver Guus Kuijer. Het beschrijft hoe twee jongens, "de jonge prinsen", een dictatoriale monarchie omverwerpen. Verder bevat het boek een aantal hints naar tamelijk volwassen situaties. Een hoofdpersoon ontmoet bijvoorbeeld een man en een vrouw die midden op de dag naakt in bed liggen en beweren "verliefd" te zijn. Een ander voorbeeld is een orwelliaanse bewering van de koningin: "Het is verboden te weten waar je het over hebt." En een generaal komt met zijn uniformjas open en verward haar de troonzaal binnen en excuseert zich met "Ik was even aan het martelen", en er wordt gerefereerd aan onthoofding, ´in mootjes hakken´ (met de botte bijl), en vierendelen. Ook komt de kracht van geloof in een idee naar voren: op grond van een verzonnen brief en verhaal weten twee vrienden een dictatuur aan het wankelen te krijgen. Ook is al snel duidelijk dat de revolutie na de aanvankelijke euforie niet de grote verbetering brengt waar iedereen op gehoopt had. Sleutelfiguren uit de oude dictatuur nemen de feitelijke macht in handen, iets wat hetzelfde jaar dat het boek uitkwam in de Filipijnen, en later in Roemenië en Egypte, zou gebeuren.

## Het verhaal
Tien jaar geleden werden koning Arthur en koningin Elizabeth afgezet door koning Schap en koningin Nesoep. Arthur en Elizabeth werden verbannen en kregen werk aan de onderkant van de samenleving (vuilnisman en caissière). Ze verdwenen na enkele jaren. Hun twee zoons, de jonge prinsen, waren als baby bij hen weggehaald en door onwetende pleegouders geadopteerd. Sindsdien voert Schap een schrikbewind, waarbij zelfs een verkeerde opmerking je letterlijk je kop kan kosten. Zelfs kinderen worden getiranniseerd door de zogenaamde AS (Anti-Spijbelbrigade).
Diederik en Jonathan zijn twee vrienden van ongeveer tien jaar oud. Beiden worden ze opgevoed door vreemde pleegouders: Diederik door zijn tirannieke tante Petronella, Jonathan door zijn gestoorde oom Stan. Ze wonen de optocht bij ter ere van koning Schaps 10-jarig bewind, waarbij ineens mannen met gemene koppen opduiken en de mensen bedreigen: "Juichen, anders word je in de gevangenis gegooid." Diederik en Jonathan denken over dit alles na en komen tot de conclusie dat zij wellicht de jonge prinsen zijn. Hun ouders waren immers allebei "overleden", ze hebben de juiste leeftijd, en allebei waren ze opgevoed door een idioot die weigert enige informatie over hun ouders te geven en die hen mishandelt. Ze schrijven een zogenaamde "brief van hun ouders", maar de brief valt in handen van oom Stan. Jonathan vlucht over de daken weg van zijn oom als deze hem weer eens probeert te mishandelen, terwijl Diederik tevergeefs steun zoekt bij zijn schoolmeester. Uiteindelijk weten de twee, gebruik makend van tante Petronella's angst voor honden, haar te dwingen rond te vertellen dat de jonge prinsen weer in het land zijn.
Het tweede deel van het boek gaat over koning Schap en koningin Nesoep, die zich vervelen, mensen ter dood veroordelen en zinloze decreten ondertekenen. Hier blijkt dat de werkelijke machthebbers generaal Pardon en kardinaal Punt zijn, de slimme kardinaal zelfs nog meer dan de domme generaal. Er wordt gehint dat de koning en de koningin door hen worden afgeluisterd. Via de inmiddels gearresteerde oom Stan ontdekken zij de brief. En via de kapper ontdekken ze dat er geruchten de ronde doen over de terugkeer van de jonge prinsen. Buiten op het plein voor het paleis verzamelt zich een dreigende menigte.
Ook Diederik, Jonathan en Petronella bevinden zich in deze menigte. Ze zijn niet de enige jonge prinsen: er zijn meerdere kinderen die als "jonge prinsen" worden gepresenteerd. Generaal Pardon dreigt zijn soldaten "het plein te laten schoonschieten" maar de kardinaal raadt dit af: er zijn te veel mensen. Kardinaal Punt heeft een beter plan: hij "nodigt de jonge prinsen uit" voor een "onderhoud met de koning en koningin" over de toekomst van het land. Dertig jonge prinsen en zelfs prinsessen geven hier gehoor aan.
Pardon en Punt laten de prinsen en prinsessen de brief voorlezen, die Diederik en Jonathan hadden geschreven. Uiteraard weten alleen Diederik en Jonathan wat daarin staat en zij worden dan ook naar de koning geleid (de rest wordt opgepakt). Punt, die aanvankelijk de jongens wilde laten arresteren en terechtstellen, is echter tot de conclusie gekomen dat de situatie dreigt te escaleren. Hoe dan ook zullen de mensen Schap niet meer als koning accepteren, en de kans is groot dat zowel Pardon als Punt samen met Schap en Nesoep opgeknoopt zullen worden. Om zijn eigen huid te redden, besluit hij daarom samen met Pardon de prinsen zelf op de troon te zetten. Hij deelt de stomverbaasde Schap en Nesoep mede dat ze direct zullen worden terechtgesteld, maar daar steken de jongens een stokje voor. Uiteindelijk worden ze verbannen en tonen Pardon en Punt de prinsen aan het volk, daarbij trots verkondigend dat ze jaren lang naar dit ogenblik hadden toegewerkt. Zo bestijgen prins Diederik en prins Jonathan de troon. Inmiddels gaat kardinaal Punt achter de rug van Diederik en Jonathan door met zijn manipulaties, maar de jongens vertrouwen de kardinaal en de generaal ook niet en hopen zich later van hen te ontdoen. Of Diederik en Jonathan werkelijk de jonge prinsen zijn, en of ze uiteindelijk van Pardon en Punt af zijn gekomen, wordt in het ongewisse gelaten.